# 佐々木幹夫
佐々木 幹夫（ささき みきお、1937年10月8日 - ）は、日本の実業家。

## 人物
東京都出身。三菱商事相談役、公益財団法人日印協会理事・副会長、財団法人交流協会評議員議長、元日本貿易会会長、元日本経済団体連合会副会長。静嘉堂文庫理事長。一般社団法人日韓経済協会会長
1998年より三菱商事社長を務める。同社のビジネスモデルを従前のトレーダー型から、事業会社に対し直接資本注入を行う事業投資型へと転換させた。2009年度から義務付けられた役員報酬開示制度では、2億3000万円の役員報酬を受けたことが公表された。
2011年秋の叙勲において旭日大綬章を受章。

## 略歴
- 1960年 - 早稲田大学理工学部卒業と同時に三菱商事入社
- 1992年 - 同社取締役
- 1994年 - 同社常務取締役
- 1998年4月1日 - 同社取締役社長
- 2004年 - 同社取締役会長
- 2004年 - 日興コーディアルグループ取締役
- 2006年 - イオン取締役
- 2006年 - 三菱電機取締役、報酬委員
- 2007年 - 日本経済団体連合会副会長
- 2010年 - 三菱商事相談役
- 2010年 - 日韓経済協会会長
- 2010年 - 日韓産業技術協力財団理事長
- 2014年 - 日韓交流おまつり日本側実行委員長
- 2016年 - 日本ウズベキスタン経済委員会会長[5]

他に、三菱自動車工業社外取締役、国際商業会議所日本委員会会長などを務める。

## 代表作
- 2001年 - 「千と千尋の神隠し」
- 2002年 - 「猫の恩返し」
- 2004年 - 「イノセンス」、「ハウルの動く城」
- 2006年 - 「ゲド戦記」
- 2008年 - 「崖の上のポニョ」